# يان فرينش
يان فرينش (بالإنجليزية: Ian French)‏ هو لاعب دوري الرغبي أسترالي، ولد في 28 ديسمبر 1960.